# Philip Leopold von Wackenitz
Philip Leopold von Wackenitz (født 1736, død 21. maj 1800 i Trondhjem) var en dansk-norsk officer, bror til August Friedrich von Wackenitz.
Som kaptajn ved det Delmenhorstske Infanteriregiment ansøgte han 1769 om at få karakter som kaptajn i Livgarden, men at forblive ved det Delmenhorstske Regiment. Han blev siden oberst, kammerherre og 1. januar 1777 generaltolddirektør i Trondhjem. Han naturaliseredes som dansk adelsmand samme år tillige med broderen August Friedrich von Wackenitz. Han var medlem og senere æresmedlem af Det Kongelige Norske Videnskabers Selskab.